# Phylliomeria
Genre
Phylliomeria est un genre de collemboles de la famille des Neanuridae.

## Distribution
Les espèces de ce genre se rencontrent en Afrique.

## Liste des espèces
Selon Checklist of the Collembola of the World (version du 17 octobre 2019) :
- Phylliomeria africana Delamare Deboutteville, 1948
- Phylliomeria bebourensis Cassagnau, 1984
- Phylliomeria ruwenzorensis Cassagnau, 1984
- Phylliomeria simplex Cassagnau, 1984

## Publication originale
- Delamare Deboutteville, 1948 : Phylliomeria africana n. g. n. sp. Nouveau type de Collemboles d'Afrique Orientale. Revue française d'Entomologie, vol. 15, no 3, p. 182-185.